# 江夏友賢
江夏 友賢（こうか ゆうけん、嘉靖17年（1538年）- 慶長15年7月23日（1610年9月10日））は戦国時代から江戸時代初期にかけての薩摩国島津氏家臣で易者、明国からの帰化人。子は江夏二閑。

## 生涯・人物
元は明国福建省の人物で、代々易者の家系にあった。明国にあった頃の名は黄 友賢、あるいは黄 自閑であり、「江夏」の姓は祠堂を同じくする江夏黄氏に由来するものか。『上井覚兼日記』には大明 友賢とも記述され、聖護院門跡の道澄よりは「環渓先生」という号を与えられている。
薩摩国へ来た理由であるが、『本藩人物誌』には乱を避けて日本に渡り、京にて易学を以って身を立てていたが、京で戦乱が起こったために薩摩国へ下向したとある。しかし、友賢の墓の碑文では、永禄3年（1560年）に薩摩国の川内あたりの倭寇に捕えられ、薩摩国へ連れてこられて入来院に居住したとしている。その後、易学（特に占筮）に通じていたことから、島津家の目に留まり仕えることとなった。
天正10年（1582年）12月、肥後国の八代にあった島津義弘の元に肥前有馬氏からの使者として（事実上の人質）安富左兵衛尉が入っており、この頃に有馬への帰国を請うたのであるが、島津側は未だ有馬側の去就に疑いがあり、友賢に占わせると帰国させた方が良いとなり帰国させている。翌天正11年（1583年）11月には、上井覚兼が加判役（老中職）を辞去すべきかを友賢に占わせている。他にも土地の良し悪しを占う役目を担い、加治木屋敷や鶴丸城などの縄張りも占っている。
また、明国でも著名な人物であったようで、文禄・慶長の役の折に和睦の為に明国から沈惟敬が来日した際に友賢を見かけ、「行方知れずと聞いていたが、日本にいたのか」と声を掛けている。また、それを聞きつけた豊臣秀吉が友賢を召し抱えようとすると、友賢は「明国では賢臣はニ君に仕えずと承っております」と述べてこれを断っている。
慶長15年に死去。墓は加治木の実窓寺にある。